# Shashu Xiang
Shashu Xiang (kinesiska: 杉树, 杉树乡) är en socken i Kina. Den ligger i provinsen Yunnan, i den sydvästra delen av landet, omkring 340 kilometer nordost om provinshuvudstaden Kunming. Antalet invånare är 21 635. Befolkningen består av 9 915 kvinnor och 11 720 män. Barn under 15 år utgör 27,0 %, vuxna 15-64 år 66 %, och äldre över 65 år 6,0 %.
Genomsnittlig årsnederbörd är 1 157 millimeter. Den regnigaste månaden är juli, med i genomsnitt 289 mm nederbörd, och den torraste är december, med 11 mm nederbörd.